# El Pinar (Uruguai)
El Pinar és un balneari del sud de l'Uruguai, ubicat al departament de Canelones. Forma part, al costat d'altres balnearis, de la Ciudad de la Costa. Va ser fundat el 1950 per Guillermo Pérez Butler.

## Geografia
Es troba al sud del departament de Canelones, al sector 37, sobre la costa del Riu de la Plata. Limita a l'oest amb Lomas de Solymar, i al nord-est amb Neptunia.

## Infraestructura
El Pinar té accés mitjançant la Ruta Interbalneària, la qual el connecta amb altres balnearis del litoral meridional i oriental, així com amb la capital del país, la ciutat de Montevideo.

## Població
La població d'El Pinar és de 17.221 habitants (cens de 2004).
| Any  | Població |
| ---- | -------- |
| 1963 | 394      |
| 1975 | 1.874    |
| 1985 | 3.479    |
| 1996 | 10.383   |
| 2004 | 17.221   |

Font: Institut Nacional d'Estadística de l'Uruguai